# Моліна (річка)
Моліна (фр. Molina корс. Molina) — річка Корсики (Франція). Довжина 10,9  км, витік знаходиться на висоті 1 460 метрів над рівнем моря на схилах гори Монте Падулеллі (Monte Padulelli) (1518 м). Впадає в річку Тараво на висоті 445 метрів над рівнем моря.
Протікає через комуни: Гуїтера-ле-Бен, Цикаво і тече територією департаменту Південна Корсика та кантоном Цикаво (Zicavo)